# José María Oleart
José María Oleart (nacido el 11 de febrero de 1946 en Badalona, Cataluña) es un exentrenador y jugador de baloncesto español. 

## Trayectoria deportiva
Genuino producto de la cantera de Badalona, se inicia en el mundo del baloncesto con 8 años en el Círculo Católico, estando 10 años en este equipo badalonés hasta que ficha por el Joventut de Badalona, siendo su primera año triunfal en La Penya, ya que el equipo se alza con la Liga, una liga que la propició un jugador del Estudiantes, Emilio Segura, en el último segundo de un partido Real Madrid- Estudiantes. También ganaría una Copa en el año 1966 y 6 subcampeonatos en la competición copera. Después de 8 años en  La Penya  vuelva a su club de origen, el Círculo Católico,  jugando 5 años. El último equipo para el que jugó fue el Club Bàsquet Mollet, retirándose de la práctica activa del baloncesto en el año 1978. En su etapa de entrenador en un principio trabajaría en las categorías inferiores el Círculo Católico, y sería entrenador ayudante de Manel Comas, y entrenador principal del Club Bàsquet Mollet, el CB Murcia en varias etapas y el Ciudad de Huelva.

## Clubs como entrenador
- 1985: Círcol Catòlic de Badalona
- 1990-1993: CB Granollers en Liga ACB
- 1994-1996: CB Murcia en Liga ACB
- 1996-1997: Fútbol Club Barcelona en Liga ACB
- 1997-1998: CB Ciudad de Huelva en Liga LEB
- 2001-2002: Etosa Murcia en Liga LEB
- 2003-2005: WTC Almeda Park Cornellà en Liga LEB2